# Тютчев, Николай Сергеевич
Никола́й Серге́евич Тю́тчев (10 [22] августа 1856, Москва — 31 января 1924, Ленинград) — русский чиновник, историк, литератор, мемуарист, революционер-народник, эсер.
Народоволец, землеволец. Многолетний инсургент, политкаторжанин. Автор воспоминаний, содержащих сведения о революционном движении, информацию о ссылке и «тюремных загадках», — включающих разоблачения многих провокаторов, осведомителей и других секретных сотрудников III отделения.

## Биография
Отец Н. С. Тютчева Сергей Николаевич (1820—1898) — двоюродный брат Фёдора Ивановича Тютчева (вырос с ним в одной семье — отец поэта был опекуном племянника). Морской офицер (1845), впоследствии — действительный статский советник С. Н. Тютчев, начальник Московской межевой канцелярии (1854), управляющий Санкт-Петербургской Удельной конторой, овдовев, воспитывал трёх сыновей и дочь Наталью. Его любимец Николай окончил частную гимназию Мая (1868—1874), учился в Санкт-Петербургской медико-хирургической академии (1874—1877) и на юридическом факультете Санкт-Петербургского университета (1877—1878). Мать Н. С. Тютчева — Мария Ивановна Рушко (ум. 13 сентября 1865).

### Начало революционной деятельности
В 1874 году, живя у родственников в Симбирске, Николай Тютчев примкнул к народником-бакунистам.
В том же году за оскорбление арестантского караула он был приговорён Симбирским окружным судом к 75 рублям штрафа: подойдя к этапируемым «почти вплотную, и, выхватив револьвер, произвёл над толпой несколько выстрелов, а потом, указывая на конвой, сказал арестованным: „Вот как надо, ребята, с ними обращаться…“»
В 1875 году подвергся аресту по делу Н. И. Кибальчича. Н. Тютчев был освобождён под денежный залог в 1000 рублей, внесённый отцом, а дело было закрыто, ввиду бесспорного алиби.
В марте 1876 года Тютчев участвовал в демонстрации на похоронах замученного в остроге студента П. Чернышева.
19 июля 1877 года с рабочим-металлистом А. К. Пресняковым и А. А. Квятковским принимал участие в ликвидации агента Шарашкина; осенью с А. А. Квятковским готовил ликвидацию агента Кирилла Беланова, знавшего Николая Тютчева под именем Петра Громова — на Бассейной улице, в квартире, снятой для этой цели М. Осинской, о подготовке этой акции 21 октября донёс мещанин Иван Гроссман.
1876—1878 — «деревенщик», но пропагандист среди городского пролетариата, в составе Дезорганизационной группы боролся с провокаторами и шпионами III отделения.
С 9 ноября 1877 по 15 января 1878 года работал табельщиком в конторе Василеостровского Патронного завода, ведя пропаганду среди рабочих. Был уволен ввиду политической неблагонадёжности: готовил побег арестованного А. К. Преснякова из Коломенской части.
Образование и происхождение из старинной дворянской фамилии делало Н. С. Тютчева в глазах полиции одним из «самых опасных политических преступников». Он был другом известного лидера бунтарей, основателя «Земли и воли» и «Народной воли» А. А. Квятковского (1852—1880; повешен).

### Партии, покушения, ссылки, побеги, провокаторы

#### Баргузин

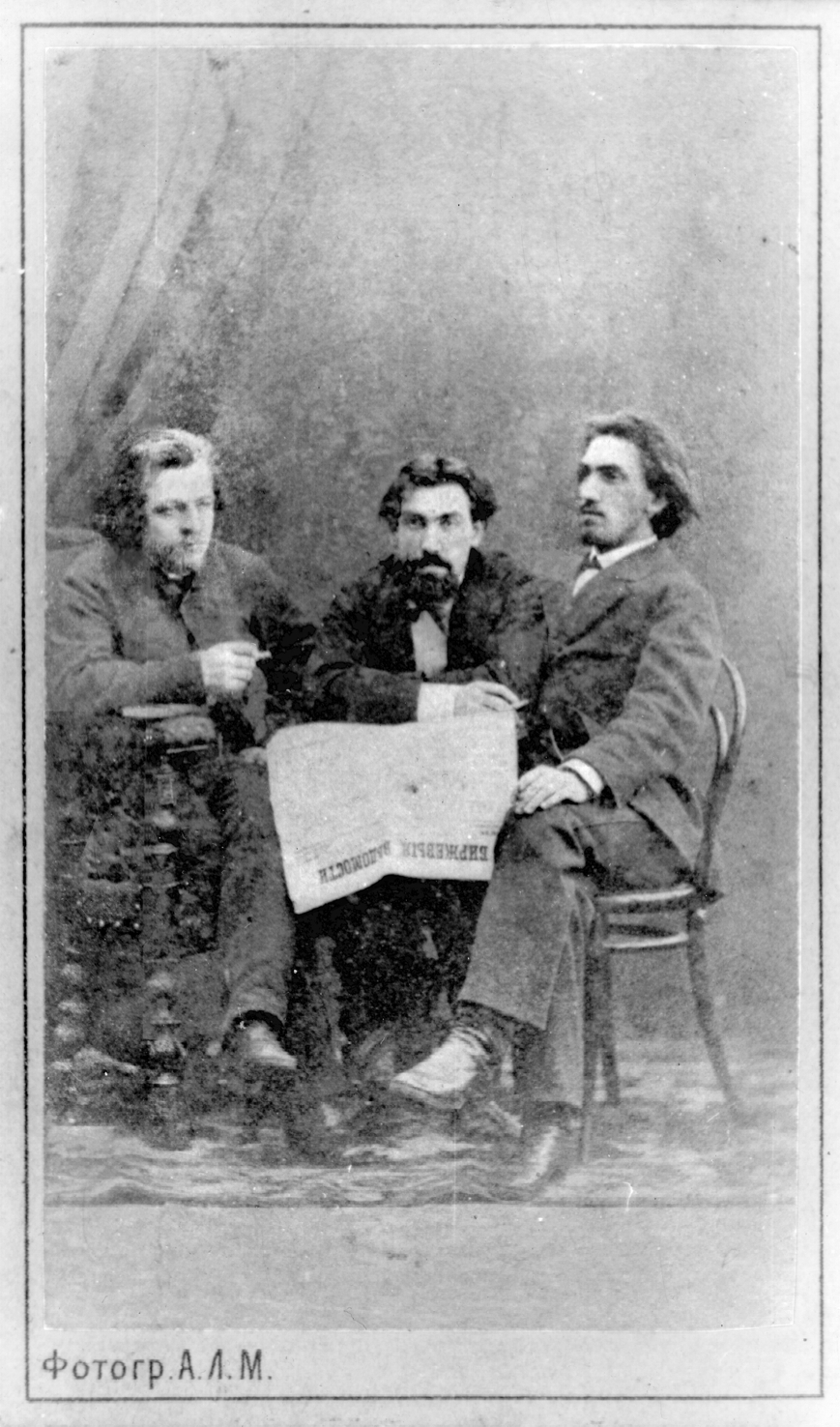
Николай Тютчев, Е. и Д. Корши. 1874. Санкт-Петербург

После ареста на Новой Бумагопрядильне (2 марта 1878) вместе с другими инициаторами и участниками стачки, в числе которых были Н. Васильев, С. Сомов, В. Бондарев и А. С. Максимов-Дружбинин (Г. В. Плеханов), Н. С. Тютчев («Тютька») передал в участке свой подпольный паспорт последнему, что позволило тому скрыться; у самого Н. С. Тютчева при обыске был обнаружен заряженный револьвер. Как давно разыскиваемый, Николай Тютчев был отправлен в Коломенскую полицейскую часть Петербурга в отдельную камеру, в дальнейшем, после содержания в тюрьме III отделения (Пантелеймоновская ул., дом № 9), он был заключён в Петропавловскую крепость (с 22 мая по 23 июня), где, учитывая его исключительную опасность, Николая Тютчева посетил шеф III отделения генерал Н. В. Мезенцев;
после чего переведён снова в Коломенскую часть, а 26 июня — в Спасскую. Привлечён к дознанию по обвинению в пропаганде среди рабочих и в организации убийства К. Беланова. По высочайшему повелению, последовавшему 9 августа 1878 года, дело разрешено в административном порядке по недостаточности улик для предания Н. Тютчева суду, но с высылкой его под надзор полиции вследствие его крайней политической неблагонадёжности; по распоряжению Н. В. Мезенцева (с 26 августа 1878 года) Н. С. Тютчев был подвергнут первой ссылке в Восточную Сибирь (отправлен из Петербурга 22 августа).
Прибыл в Баргузин под конвоем 19 октября 1878 года. Арестован там 28 апреля 1880 года по доносу Генриха Юэтэ от 28 апреля 1880 года о том, что он «занимается в Баргузине обучением детей и разъезжает по деревням, распространяя среди крестьян „противоправительственные идеи“», после чего Н. Тютчев был привлечен к дознанию, состоявшемуся 1 мая 1880 года, но освобождён из-под стражи по распоряжению генерал-губернатора Восточной Сибири 13 июля 1880 года. Дело о нём было прекращено за недостатком улик.
В то же время Сергей Николаевич Тютчев, тяжело переживая происходящее с сыном и пытаясь хоть чем-то облегчить его участь, искал поддержки у двоюродного племянника, в ту пору — председателя съезда мировых судей Дмитровского уезда Московской губернии, который чрезвычайно уважаем был общественностью и пользовался в юридических кругах большим авторитетом; 19 декабря 1880 года С. Н. Тютчев писал ему из Петербурга о своих безуспешных обращениях к министру внутренних дел графу М. Т. Лорис-Меликову (в феврале 1880 года революционерами на графа было совершено покушение) и генерал-губернатору Восточной Сибири Д. Г. Анучину:

Сергей Николаевич Тютчев. 1860-е годы. Чита. Иркутская улица. Т. Имада

Сердечно и многоуважаемый Иван Фёдорович! В записке моей, которую Вы изъявили согласие представить графу Михаилу Тариеловичу, я в особенности восстаю против произвола местных властей относительно административно-ссыльных лиц... Когда я коснулся о необходимости гуманного, христианского отношения к лицам, уже безвредным и понесшим такое строгое наказание..., то генерал Анучин дал мне понять, что не разделяет моего образа мыслей, так как ссыльные «сами поступали не гуманно»... Узнав из моего ответа на сделанный им вопрос, что сын мой взят был возле одной фабрики на Обводном канале, где рабочие требовали недоплаченных денег и где порядок на другой же день был, вследствие удовлетворения рабочих, восстановлен... — «Ах! Ваш сын был на стачке? Он белой кости и знал, что ему пройдёт всё безнаказанным, тогда как простые рабочие пойдут под плети!» — На заявленное мною удивление и утверждение, что сборища у Обводного канала прошли без всяких последствий, генерал-губернатор с особой пылкостью продолжал: «...Я бы на каждой стачке искал людей белой кости, а если бы такой попался, то он бы у меня один бы и ответил». — Затем генерал-губернатор нашёл нужным распространяться о том, что в Сибири от административно-ссыльных все сторонятся, как от чумы...; что их нельзя сравнить со ссыльными поляками, пострадавшими за свои убеждения... Я вышел от г. Анучина надолго нравственно измученным…

#### Слухи о причастности к цареубийству
9 (21) марта 1881 года газета «Голос» (редактор А. А. Краевский) поместила следующую заметку:
Нам сообщают, как слух, что умерший в Конюшенном госпитале злоумышленник, бросивший вторую бомбу, повергшую всю Россию в траур, есть беглый преступник по фамилии Тютчев.
Отец Николая Тютчева, за несколько дней до покушения проезжая в конке рядом с местом цареубийства, увидел в окно молодого человека, принял тогда его за своего сына, а узнав о таком повороте дела, естественно, был более чем взволнован.
До опознания в погибшем террористе И. И. Гриневицкого убийцей Александра II поначалу, действительно, считали Н. С. Тютчева, но тот, как уже сказано выше, находился в Сибири, по решению вскоре также убитого шефа III отделения Н. В. Мезенцева. Тем не менее, властями был немедленно сделан запрос губернатору Иркутска на предмет местонахождения ссыльного Н. С. Тютчева.

#### Побег

Николай Тютчев. 1875. Музей «Каторга и ссылка»

9 июня 1881 года Н. С. Тютчев вместе с Е. К. Брешковской, И. Л. Линевым и К. Я. Шамариным совершил побег — после поимки, случившейся через месяц (беглецы готовились два года, намереваясь добраться до Тихого океана, сумели уходить от преследователей в невообразимо сложных условиях на протяжении более чем 150 вёрст), был водворён в Верхнеудинск, где содержался на гауптвахте (около 4 месяцев).
Далее, по переводе в конце октября 1881 года в Якутскую область за побег, заключён во 2-м Жехсогонском наслеге Ботурусского улуса Якутии. Постановлением Особого совещания от 26 апреля 1882 года срок надзора Николаю Тютчеву определён в пять лет (с 1 сентября 1881 года). В течение полутора месяцев он находился под арестом за столкновения с местным исправником. В Якутии Н. С. Тютчев знакомится с В. Г. Короленко.
С января 1884 года корреспонденция Н. С. Тютчева подвергалась тщательной перлюстрации. По постановлению Особого совещания от 23 октября 1886 года срок надзора был продлён ещё на два года с переводом в Енисейскую губернию. В 1887 году во время следования в Красноярск — содержался в Иркутской тюрьме, где 22 апреля 1887 года Николай Тютчев подвергся обыску, при котором найдена шифрованная переписка с государственными преступниками. В сентябре 1887 года он прибыл на жительство под гласным надзором в Красноярск. Постановлением Особого совещания от 27 июня 1888 года срок надзора продлен ещё на два года с переводом в Оренбургскую губернию. Не воспользовавшись переводом, остался в Красноярске, где квартира его служила «местом сборищ поднадзорных и приютом политических ссыльных»; 12 марта 1890 года в ней был задержан Владимир Муратов, бежавший из Енисейской губернии. По окончании срока гласного надзора 9 сентября 1890 года получил разрешение возвратиться в Европейскую Россию с ограничением места жительства. В декабре 1890 года выехал из Сибири; в 1891 году жил в Оренбурге, а в 1892 году поселился в Новгороде, где пребывал под негласным надзором. В это же время там находился незадолго перед тем освобождённый от гласного надзора причастный к народовольческому движению юрист Ю. М. Антоновский, чей перевод «Заратустры» Фридриха Ницше до сих пор считается лучшим; впоследствии в одном доме с Ю. М. Антоновским в Царском Селе будут жить дочери Николая Сергеевича.
Н. С. Тютчев посещал Г. И. Успенского в Колмовской психиатрической лечебнице. Об этих встречах в беллетризированной форме рассказывается в повести Ю. Давыдова «Вечера в Колмове». Автор делает попытку демонстрации мировоззрения Н. С. Тютчева на примере бесед его с писателем и противостояния марксистке В. Ф. Кожевниковой. Впоследствии жизнь столкнула Николая Тютчева с зятем Г. И. Успенского — Б. Савинковым.

#### Народное право. Вторая ссылка. Эсеры
Н. С. Тютчев выступил одним из организаторов и основным руководителем партии «Народное право». В формировании её также принимал участие М. А. Натансон; начало этой организации было положено летом 1893 года на Саратовской конференции (в нелегальном совещании в Саратове участвовали также В. Г. Короленко, Н. К. Михайловский, Н. Ф. Анненский и другие представители оппозиционных кругов). Партия, помимо столиц и Саратова, имела своих представителей в Орле, Нижнем Новгороде, Перми, Екатеринбурге, Уфе, Баку, Тбилиси, Ростове-на-Дону, Харькове и других городах. Манифест и брошюра «Насущный вопрос», напечатанные в подпольной типографии в Смоленске, декларировали основные задачи, в числе которых провозглашалось «объединение всех оппозиционных элементов страны для борьбы с самодержавием и обеспечения за всеми прав гражданина и человека». Вскоре после перемещения центра партии в Петербург, и в связи с арестом Н. С. Тютчева, в 1894 году она была ликвидирована. Партия «Народное право» являлась защитницей интересов зажиточных элементов деревни и состоятельной части городской интеллигенции. К этому направлению, кроме упомянутых, были причастны: О. В. Аптекман, А. И. Богданович, В. А. Бодаев, А. В. Гедеоновский, В. А. Гольцев, Г. Ф. Зданович, М. П. Миклашевский, П. Ф. Николаев, М. А. Плотников, Н. М. Флёров и другие, активно участвовавшие в работе организации. В дальнейшем ряд активистов разделял взгляды кадетов.
Ночью 21 апреля 1894 года в Новгороде Н. С. Тютчев арестован, и, по прибытии в Санкт-Петербург, заточён в Петропавловской крепости (23 апреля 1894 — март 1895; камера № 64 Алексеевского равелина), затем — в Доме предварительного заключения. Н. С. Тютчев вспоминает о своём пребывании в Петропавловке:
Общий режим крепости был совершенно тот же, что и в 78 г.,... Несколько ухудшилась лишь против прежнего пища, но всё же она была относительно хороша. Стены камер, защищённые ранее для предупреждения перестукивания с соседями несоприкасавшейся со стеной проволочной сеткой, на которой прикреплён был войлок, в свою очередь покрытый обоями, отчасти придававшими камере вид жилого помещения, — теперь были оголены и выбелены под синьку. Переносной мебели — кровати, стола, стула — тоже уже не было. Её заменили железная кровать и таковой же стол, наглухо вделанные в пол и в стену. вследствие этих изменений общая акустика крепости сильно возросла, что для «стариков» явилось приятной неожиданностью
Снова привлекается к дознанию — о тайной Смоленской партийной типографии «Народного Права», поскольку, стоя во главе партии, принимал непосредственное участие в её устройстве и работе, а также передал в типографию «подложный паспорт для преступных целей». По высочайшему повелению 22 ноября 1895 года дело Николая Тютчева разрешено в административном порядке с вменением в наказание предварительного содержания под стражей, с последующей высылкой под гласный надзор на восемь лет в отдалённые места Восточной Сибири. По ходатайству Сергея Николаевича Тютчева — перемещён в Минусинск, куда прибыл 24 августа 1894 года. В 1897 года Н. С. Тютчеву был разрешено для лечения непродолжительное пребывание в Красноярске, а в 1898 году — постоянное жительство под особо тщательным надзором. В 1903 году ему разрешён временный приезд в Иркутск, где в мае 1904 года он вновь арестован, заключен в Иркутскую тюрьму и привлечён к дознанию с Л. Бройдо и Н. Кудрявцевым; после освобождения, помимо гласного надзора, за ним установлен особый надзор полиции. Постановлением Губернского совещания (24 августа 1904 года) дело это закрыто.
- 1894 — выслан в Минусинск под гласный надзор полиции на 8 лет.
- 1903 — получил разрешение выехать в Иркутск, где примкнул к эсерам. Вернувшись из ссылки — вошёл в партийную организацию эсеров (по другим источникам — 1904)[5][19].

С окончанием срока надзора осенью 1904 года Николай Тютчев вернулся в Европейскую Россию; в начале 1905 года — в Санкт-Петербург, где вошёл в Центральный комитет партии эсеров. Как член боевой организации партии — с П. С. Ивановской в 1905 году участвовал в подготовке покушения на генерал-майора Д. Ф. Трепова, великого князя Владимира Александровича и даже самого государя. Во время разгрома боевой организации в Санкт-Петербурге (16—17 марта 1905 года) Н. С. Тютчев не был арестован «в видах сохранения агентурного источника» (Татарова и Азефа). Выдан Н. Ю. Татаровым («Костровым») в 1906 году — освобождён под залог, эмигрировал.
Н. С. Тютчев хорошо знал Б. В. Савинкова (1879—1925) и многих других лидеров эсеров; впоследствии со многими из них сотрудничал и состоял в переписке, как и с деятелями русской культуры — уже упомянутыми В. Г. Короленко и Н. Ф. Анненским, — Н. А. Морозовым, Н. К. Михайловским, Э. К. Пекарским.
О Савинкове-литераторе в воспоминаниях Н. С. Тютчева есть интересные и беспристрастные наблюдения. Вместе с таким же обстоятельным анализом М. Горбунова (Е. Е. Колосова) они дают серьёзную критическую оценку как творчества, так и личности этого, по словам великого князя Александра Михайловича — «спортсмена революции».

### Эмиграция. Возвращение. Литературная деятельность
Находясь за границей (в Италии — до 1914, вернулся в Россию из Франции — не ранее 1917 года), Н. С. Тютчев работал в парижском центре партии эсеров, сотрудничал в «Былом» В. Л. Бурцева; переводил сочинения французских социалистов, в частности, отдельные тома «Великой французской революции» Жореса, «Коммуну» Луи Дюбрейля и др., писал исторические статьи. В 1913—1914 годах Н. С. Тютчевым написаны воспоминания, в которых он показал себя «ярким, наблюдательным бытописателем». В начале Первой мировой войны окончательно отошёл от участия в революционном движении.
В 1917 году Временное правительство передало материалы III отделения и Департамента полиции (с 6 августа 1880 года) «Особой комиссии по разбору дел Департамента полиции», в которой Н. С. Тютчев, вместе с П. Е. Щёголевым принял участие в разборе документов, в апреле 1918 года эти материалы перешли в распоряжение «Особой комиссии при секретном отделе Историко-революционного архива в г. Петрограде», а так как возглавил её Н. С. Тютчев, вошла она в историю как «Тютчевская комиссия». Это учреждение продолжало заниматься систематизацией и описанием дел и документов названного департамента, исследовало документы секретной агентуры охранки. В конце 1919 года комиссия передала материалы «секретному столу» при Историко-революционном архиве Петрограда, сотрудником которого Н. С. Тютчев был с 1918 года. В период после 1917 года Н. С. Тютчевым на основе собственного опыта и архивных материалов написан ряд статей, раскрывающих механизмы работы сыска и секретных служб, разоблачающих провокаторов, содержащих интереснейшую информацию о тайнах застенков. Им составлен «словарь провокаторов», содержащий около 5 тысяч имён. Тютчевым разоблачён как агент департамента полиции Иван Окладский.
Н. С. Тютчев был членом Общества бывших политкаторжан и ссыльнопоселенцев. С 1923 года — ближайший сотрудник журнала «Каторга и Ссылка» и литературный представитель его в Петрограде. Умер в Ленинграде 31 января 1924 года от кровоизлияния в мозг; похоронен на Литераторских мостках.

## Личная жизнь
- Первая жена (обвенчались 7.2.1892 в Вознесенской церкви г. Оренбурга[27]) — Раиса Львовна Прибылёва (урождённая Розалия Львовна Гроссман, 1858—1900), участница «Народной воли», осуждённая по делу «семнадцати народовольцев» (1883); первым браком была замужем за народовольцем А. В. Прибылёвым[28]. Её племянница — психоаналитик и педагог Вера Фёдоровна Шмидт, жена Отто Юльевича Шмидта; племянник — эсер-максималист Владимир Осипович Лихтенштадт.
  - От этого брака сын — Сергей Николаевич Тютчев (1886—1918, Киев), офицер лейб-гвардии Сапёрного батальона, георгиевский кавалер.
- Вторая жена — Агния Александровна Мацкевич (около 1880 — после 1913) — внучка польского повстанца ксёндза Антония Мацкевича (?—1863, повешен), одного из руководителей восстания 1863 года в Литве.
  - В этом браке — сын и две дочери: Марк Николаевич Тютчев (8 октября 1901—1925), окончил Иркутский кадетский корпус со званием вице-унтер-офицера (1920), студент Горного института в Петрограде (1922); Мария Николаевна Тютчева (7 апреля 1905—1921, Константинополь); Вера Николаевна Тютчева (28 августа 1908—2006, Санкт-Петербург), балерина, её муж, Вячеслав Семёнович Калитаев, моряк (репрессирован и расстрелян в 1941 году, реабилитирован в 1962 году)[29][30].

### Похищение детей Тютчева
В августе 1910 года, в бытность Н. С. Тютчева в итальянской эмиграции, его второй женой, находившейся в Париже, по сговору с рядом лиц (с Андреем Колегаевым, позднее — одним из лидеров левых эсеров, с Зинаидой Клапиной, членом террористического эсерского подразделения, женой члена ЗД ЦК ПСР В. Фабриканта, с последним, и другими), было организовано похищение детей Николая Сергеевича в Кави (Италия). Акция эта явно подразумевала внутрипартийные манипуляции — использование сложных семейных отношений, отческих чувств Н. С. Тютчева с целью давления на него в спорных вопросах деятельности организации. На папке с делом № 557 Архива Партии социал-революционеров, хранящегося в Международном институте социальной истории, значится: «киднепинг детей Тютчева» — случай, уникальный во всей истории российского революционного движения. Особой остротой выразилась реакция со стороны похитителей в связи с обращением пострадавшего и его друзей, также в той или иной степени причастных к партии социал-революционеров, за помощью к «местным правоохранительным органам», способствовавшим скорейшему розыску и возвращению детей отцу. Развернулась полемика вокруг «партийной этичности» мер, предпринятых Н. С. Тютчевым и Е. Е. Колосовым. С их стороны последовало обращение к ЦК ПСР, к участникам Международного Социалистического конгресса в Копенгагене. Относительно спекуляций соучастников похищения партийными принципами Н. С. Тютчев заявил, указывая на недопустимость смешения их, этих принципов, с приватными, гражданскими интересами: «Я не сомневаюсь, что будь похититель простым нанятым бандитом или даже просто галантным рыцарем-обывателем, никому и в голову не пришло бы осуждать меня за обращение в полицию». Что касается оценки происшедшего партийным руководством социал-революционеров, то оно, в силу черт сугубо частного характера, мотивов и обстоятельств преступления, а с другой стороны — неоднозначности конфликта, и непредсказуемости его последствий для «единомыслия» организации, предпочло занять нейтральную позицию.

### Судьбы дочерей

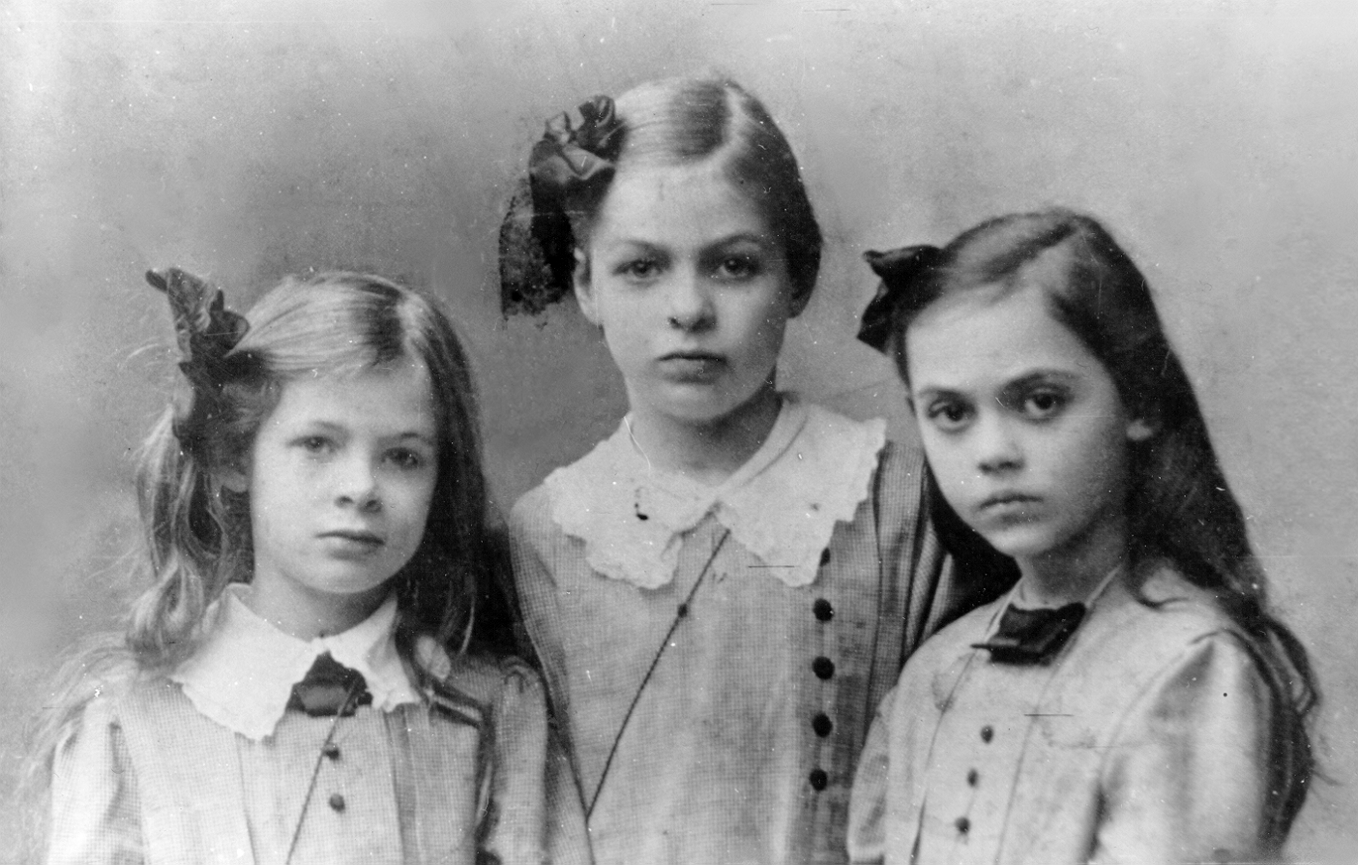
Вера и Мария Тютчевы, Нина Лачинова. 1915. На обороте: Фотограф Двора Его Величества К. F. фон Ганъ и К°. Царское Село

После инцидента и окончательного разрыва со второй женой Н. С. Тютчев вынужден был перевезти Веру и Марию в Царское Село и отдать их в семью своей родственницы Екатерины Дмитриевны Шульц (ур. Лачиновой, дочери Д. А. Лачинова), где они жили и воспитывались вместе с её детьми — Екатериной, Михаилом (впоследствии — отцом физикохимика М. М. Шульца), Львом и Александром. Семейство это пополнилось в 1914 году девочкой Ниной (позднее, в замужестве — Мичуриной), внучатой племянницей Н. С. Тютчева (внучкой его сестры Натальи, жившей в том же доме княжны Тумановой в Царском селе — ул. Московская, 23) — дочерью брата Е. Д. Шульц, юриста Николая Дмитриевича Лачинова, который незадолго перед смертью своей жены, Нины Дмитриевны Лачиновой (ур. Корш), также поселился в Царском Селе. В 1917 году Н. Д. Лачинов и Е. Д. Шульц с четырьмя дочерьми, родными и приёмными, находились в Крыму, где события того времени вынудили их остаться, кого надолго, а кого навсегда… Н. Д. Лачинов принят был на службу интендантом в штаб белых. Позднее там оказался Лев Шульц, в дальнейшем эмигрировавший. Когда, уже в 1920 году, умерла Е. А. Шульц, Мария и Вера Тютчевы были эвакуированы в Константинополь, а после смерти Н. Д. Лачинова, с приходом красных, дочь его Нину буквально на улице нашёл её двоюродный брат морской офицер Михаил Александрович Шульц, в семье которого в Севастополе она жила до 1924 года, откуда незадолго перед своим арестом М. А. Шульц отправил её к родственникам в Харбин. Мария Тютчева умерла от тифа в Константинополе, а Веру в начале 1920-х годов Николай Сергеевич Тютчев нашёл через Красный Крест, и она была переправлена в Петроград. Вера Николаевна Тютчева оставила воспоминания о семье, в которой она воспитывалась, об атмосфере любви и заботы, окружавших её.

## Ходатайство об освобожденииС. П. Мельгунова
«Уважаемый Феликс Эдмундович! Если по обстоятельствам дела возможно выпустить Серг. Петр. Мельгунова на поручительство известных Республике лиц, то я вместе с Ник. Ал. Морозовым, предлагаю своё поручительство. Привет! Н. Тютчев. 8 июня 1920 г.»
Не вполне ясна приписка (в левом нижнем углу): «А. В. Якм. здоров.». Возможно, речь идёт об Анне Васильевне Якимовой-Диковской.

## Память
В 1902 году известным русским зоологом Г. Г. Якобсоном в Минусинской котловине был открыт и классифицирован жук-листоед — Крупночелюстник сибирский (Labidostomis sibirica tjutschevi), как сказано в описании: «Подвид назван в честь Николая Сергеевича Тютчева из Минусинска», и это описание попало в обширный труд, изданный в Санкт-Петербурге Г. Г. Якобсоном и В. Л. Бианки у А. Ф. Девриена в 1905 году «Прямокрылые и ложносетчатокрылые Российской Империи и сопредельных стран» — оригинальная и остроумная, но небезопасная «игра», по тому времени — крамола… Что стоит за этой любопытной политико-энтомологической шуткой — история умалчивает.

## Адреса в Санкт-Петербурге
- Каменноостровский проспект (Улица Красных Зорь), дом 44б, квартира 4.

## Труды Н. С. Тютчева, его переводы и статьи о нём

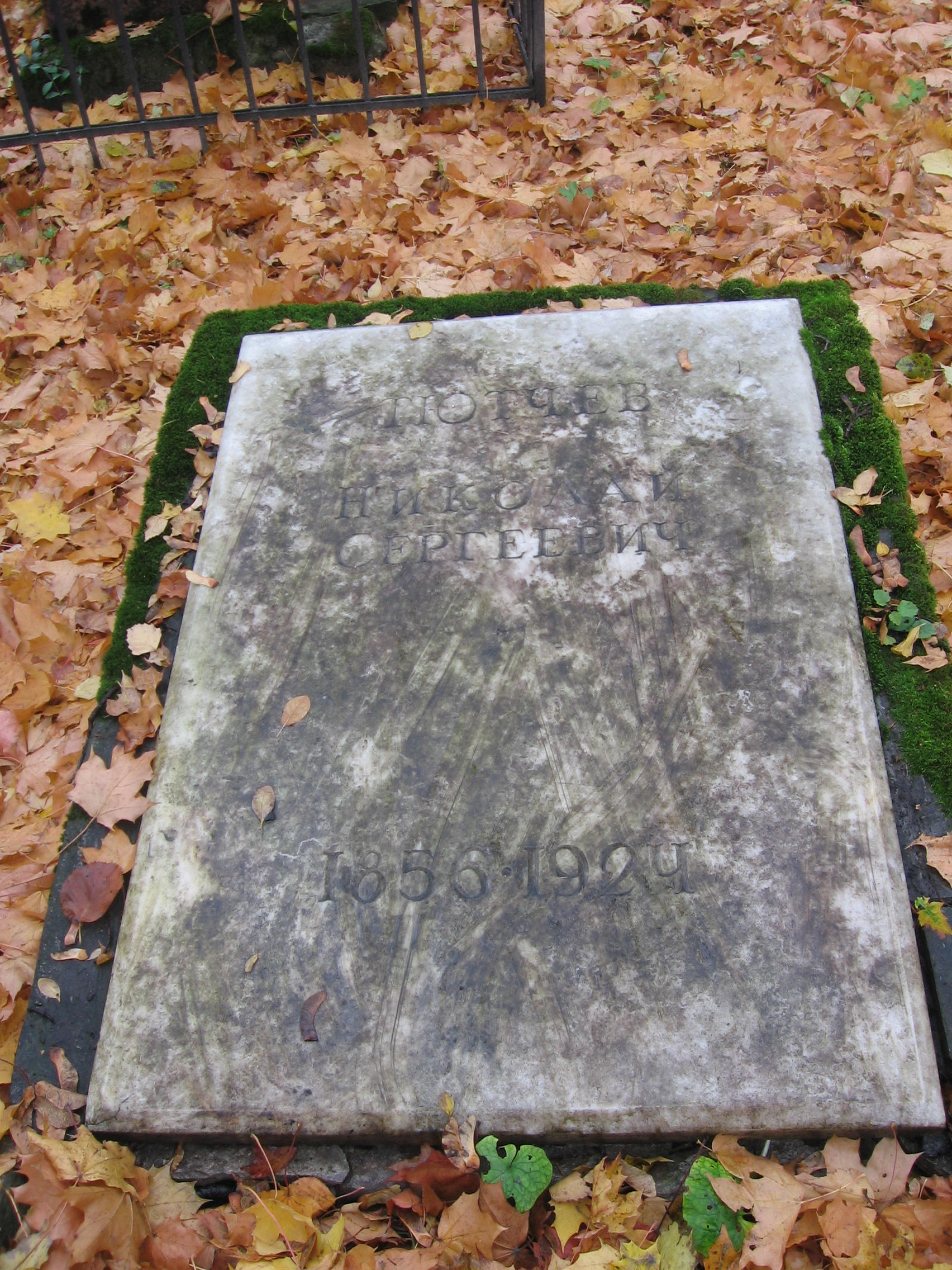
Надгробие Н. С. Тютчева на Литераторских мостках

- Н. С. Тютчев. «Отрывки из воспоминаний. Из жизни Н. Г. Чернышевского в Сибири». «Русские ведомости», 16 октября 1914 года. № 238
- Н. С. Тютчев, Судьба Ивана Окладского. «Былое», 1918, № 4—5
- Н. С. Тютчев. Памяти отошедших. «Каторга и ссылка», 1924, № 10
- Н. С. Тютчев. Революционное движение 1870—80 годов. — М., 1925. — 2 т. Статьи по архивным материалам. Редакция А. В. Прибылева. Изд. «Каторга и Ссылка» (статья Е. Колосова «Революционная деятельность Н. С. Тютчева в 1870 годах»; Н. С. Тютчев «Разгром „Земли и Воли“ в 1878 г. (дело Мезенцова)».; Н. С. Тютчев в оценке Л. Г. Дейча (По поводу статьи последнего «Так пишется история»).
- Н. С. Тютчев, В ссылке и другие воспоминания. Редакция А. В. Прибылева. Изд. «Каторга и Ссылка», 1925 (статьи Н. С. Тютчева «Баргузинская ссылка и побег с Е. К. Брешковской (1878—1881)». — Побеги из Сибири политических в 80-х годах. — Из жизни Н. Г. Чернышевского в Сибири. — Из воспоминаний о старых товарищах. — Два провокатора. — Заметки о воспоминаниях Б. Савинкова. — Тюремные загадки. — Памяти Р. Л. Тютчевой. Приложения: Е. Колосов, Правительство в борьбе с революцией (По поводу воспоминаний Н. С. Тютчева).
- Русские записки. 1914 г. № 1 (ноябрь). Ежемесячный литературный, научный и политический журнал, издаваемый Руслановым Н. С. Петроград. Типография Акционерного общества «Слово» — в числе прочих публикаций воспоминания Н. С. Тютчева.
- Л. Дейч, Так пишется история. — Выпуск XXIV (1924), 284—288 (Памяти Н. С. Тютчева).
- Е. Брешковская, «Дни» (Берлин) № 393 от 28 февраля 1924 (Цельный человек. Из воспоминаний). — «Каторга и Ссылка» 1924, II (9), 230 (Н. С. Тютчев. От редакции).
- А. Прибылев, «Каторга и Ссылка» 1924, II (9), 232—237 (Н. С. Тютчев). — «Каторга и Ссылка» 1924, II (9), 324 (Похороны Н. С. Тютчева). — «Каторга и Ссылка» 1924, III (10), 217—219 (Письмо Н. С. Тютчева к Э. К. Пекарскому).
- В. Г. Короленко. Истории моего современника. Книга четвёртая, ч. 1, гл. XIV — Воспоминаяния о Н. С. Тютчеве.
- Роман Гуль. Генерал Бо [Азеф]. Биографический очерк. 1929 — Н. С. Тютчев присутствует в качестве персонажа.
- Давыдов Ю. В. Вечера в Колмове. Из записок Усольцева. И перед взором твоим… М.: Книга. 1989 — живой, воображаемый портрет Н. С. Тютчева в общении с Г. И. Успенским
- Ашенбреннер М. Ю. Военная организация народной воли и другие воспоминания (1860—1904). Редакция Н. С. Тютчева ; Общество бывших политкаторжан и ссыльно-поселенцев. М. 1924
- Жорес Жан. Социалистическая история (1789—1900). Том I. Учредительное Собрание(1789—1791). Под. ред. Жана Жореса./ Пер. Бартеневой Е. Г., Львовой М.,Тютчева Н. С. Книгоиздательство Даль. 1908
- 1 марта 1881 года. Прокламации и воззвания, изданные после цареубийства. С предисловием Н. С. Тютчева. Петроград. ГИЗ. 1920
- Дюбрейль Л. «Коммуна 1871 года». Перевод Н. С. Тютчева, М.: ГИЗ 1920. 
 Скан книги, 4 частями, в библиотеке Vive Liberta: 1 (недоступная ссылка), 2 (недоступная ссылка), 3 (недоступная ссылка), 4 (недоступная ссылка).
- Блос В. Французская революция. изложение событий и общественного состояния во Франции от 1789 до 1804 года. Перевод с немецкого Н. С. Тютчева. СПб: Паллада. 1906
- Спенсер Г. Сочинения. Т. 1 Система синтетической философии: Основные начала. Перевод с английского Н. С. Тютчева. Киев-Харьков. 1899
- Спенсер Г. Основные начала. Перевод Н. Тютчева; под редакцией С. Матвеева / Сочинения в 7 томах. Т. 1. СПб.: Издатель. 1899
- Спенсер Г. Основные начала. перевод Н. С. Тютчева. — Киев—Санкт-Петербург—Харьков: Ф. А. Иогансон. 1903 // Полные переводы, проверенные по последним английским изданиям. Под общей редакцией Н. А. Рубакина [Т. 1]
- Сигеле С. Преступная толпа (La foule criminelle). Опыт коллективной психологии: Перевод с французского, дополненный автором издания Н. С. Тютчевым. Новгород. 1893